# Fritz Rupp (Politiker)
Fritz Rupp (* 31. Mai 1855 in Frankfurt am Main; † 31. August 1926 ebenda) war ein deutscher Kommunalpolitiker und Mitglied des Provinziallandtages der Provinz Hessen-Nassau sowie des Nassauischen Kommunallandtages des preußischen Regierungsbezirks Wiesbaden.

## Leben
Fritz Rupp wurde als Sohn des Weißbindemeisters Johannes Rupp (1824–1880) und dessen Ehefrau Margarethe Elisabeth Noback (1830–1902) geboren. Nach seiner Schulausbildung begann er im väterlichen Betrieb eine Ausbildung zum Weißbinder und besuchte die Architektenklasse des Städelschen Kunstinstituts in Frankfurt. Er absolvierte die Meisterprüfung als
Weißbinder und übernahm nach dem Tod seines Vaters im Jahre 1880 das elterliche Weißbinder- und Dekorationsgeschäft, das bereits 1780 gegründet worden war.
Rupp betätigte sich in der Kommunalpolitik, war Mitglied der Fortschrittlichen Volkspartei und von 1892 bis 1916 Stadtverordneter in Frankfurt.
In indirekter Wahl erhielt er 1911 ein Mandat für den Nassauischen Kommunallandtag, aus dessen Mitte er zum Abgeordneten des Provinziallandtages der Provinz Hessen-Nassau bestimmt wurde. Dort war er Mitglied des Bauausschusses. Seine Mandate übte er bis 1918 aus. Im selben Jahr bildete sich die Deutsche Demokratische Partei, deren Mitglied Rupp wurde.
In der Frankfurter Stadtverwaltung war er von 1916 bis 1919 als ehrenamtlicher Stadtrat stellvertretender Leiter der Kämmerei.

## Öffentliche Ehrenämter
- Stellvertretender Schiedsmann
- Obermeister der Frankfurter Maler- und Weißbinderinnung
- Bezirksvorsteher
- Armenpfleger[1]